# Сардоникс
Сардо́никс, иногда сардони́кс (от др.-греч. Σάρδος, сард, красный и др.-греч. ὄνυξ, ноготь, коготь) — ювелирная или поделочная разновидность оникса с параллельно-полосчатыми красными прожилками сарда:440. Минерал представляет собой одну из разновидностей халцедона и не имеет собственной закреплённой спецификации. Его определения расплывчаты и сильно разнятся в зависимости от конкретного источника и времени. К примеру, в XIX веке сардониксом называли полосатую трёхцветную разновидность сердолика или, в равной степени, халцедоны мутно-розового цвета:346. Французская минералогия XVIII века относила сардоникс, наряду с ониксом, к числу разновидностей агата.
Название «сардоникс», как и названия большинства других разновидностей халцедона, носит сугубо культурно-исторический, литературный, а также торговый характер, в значительно большей степени имея отношение к ювелирным или художественным изделиям, чем собственно к минералогии. Двухтысячелетняя известность сардоникса, более всего, опирается на Библию и смежные с ней древние тексты. Оно полностью относится к истории литературы, а также современной повседневной практике ювелиров и торговцев драгоценными камнями. Минералогия как таковая по большому счёту не признаёт права на существование таких распространённых названий, как хризопраз, эмеральдин, агат, сердолик, оникс и прочие разновидности халцедона:441. Безусловно, сардоникс находится в их числе.

## Название
Сардоникс представляет собой составное слово, состоящее из сарда и оникса. Оба они представляют собой минералы, разновидности халцедона. И если упоминание оникса носит более определённый характер, обозначая параллельно-полосчатую разновидность халцедона, то сард как минерал в современном русском языке значительно менее известен и относится к числу устаревших минералогических наименований. Поэтому самым удобопонятным вариантом толкования слова сардоникса остаётся «сердоликовый оникс», соединяющий названия двух широко известных видов халцедона. Первый из них сердолик, поскольку сард представляет собой самую яркую или тёмно-окрашенную его разновидность красного или красно-коричневого цвета, а второй — оникс, параллельно-полосчатая форма того же халцедона. Подобно сарду, сардоникс — огненного, оранжево-красного, иногда почти красно-чёрного цвета. Подобно ониксу, он несёт в себе плоско-параллельные чередующиеся слои разных оттенков.
Несколько сложнее толкование самого слова сард, как значительно менее употребительного в современном языке. Оно распадается на несколько версий. Основная из них — чисто географическая. В самом распространённом варианте она отсылает к древнему греческому городу Сарды (др.-греч. Σάρδεις) в Малой Азии, где он якобы был найден; либо к латинскому лат. Sardo — острову Сардинии.:346 В таком случае сардоникс следовало бы понимать буквально как сардский или сардинский оникс. Однако, в свою очередь, встречаются вторичные попытки толкования слова сард как обозначения цвета (красный как сардинское мясо или особым образом подкопчённые сардины).

## Свойства
Сардоникс входит в группу халцедонов бело-буро-оранжевой окраски:229. Самым известным из этой группы, несомненно, является сердолик, а также уже упоминавшийся сард. Как одна из форм халцедона, сардоникс не имеет каких-то особенных, отличных от него свойств, кроме тех, которые позволяют отличить его как ювелирную и поделочную разновидность оникса. От последнего он отличается только окраской плоско-параллельных полос, которые у оникса чёрные, а у сардоникса красные во всех тонах насыщенности цвета (почти чёрные, коричневые, оранжевые, розовые). Цветность сардоникса обусловлена чаще всего примесью соединений железа, прежде всего — лимонита. Иногда также встречаются и марганцевые (везувиановые) формы сардоникса, окраска которых вызвана присутствием соединений этого металла в конкретном месторождении.
Отличия сардоникса от близких к нему оникса и агата очень расплывчаты. В целом, их можно свести к художественным описаниям этих камней, которые, зачастую, носят ортогональный характер; а также — торговой практике каждой отдельной эпохи. Можно сказать, что у разностей агата полосы в целом слабо очерченные, часто имеют неправильную форму, хотя и расположены в более или менее концентрическом порядке. Обычно они бывают белого и коричневого цвета, иногда с отдельными голубыми прожилками, хотя цветность агатов очень разнообразна. У оникса и сардоникса полосы чаще прямые и имеют сравнительно правильную или регулярную форму. При том, что у оникса молочно-белые полосы чередуются с чёрными, а у сардоникса — беловатые с красновато-коричневыми или красными. Сардоникс, как следует из самого названия камня, состоит из оникса с полосками сарда:320.

## Сардоникс в культуре и истории
Основой мировой известности и длительной жизнеспособности термина сардоникс, а также, как следствие, устойчивого спроса на этот камень стало его упоминание в так называемом Апокалипсисе, или Откровении Иоанна Богослова, — последней книге Нового Завета в Библии. Сардоникс упомянут в главе 21 в качестве одного из камней, обеспечивающих незыблемую крепость Небесного Иерусалима. Как пишет евангелист, «основания стены города украшены всякими драгоценными камнями: основание первое яспис, второе сапфир, третье халкидон, четвёртое смарагд, пятое сардоникс, шестое сердолик, седьмое хризолит»…
Между тем, само отношение Иоанна Богослова к сардониксу как одному из высших сакральных камней отнюдь не было революционным или чем-то новым. Оно опиралось на длительные традиции иудаистского богослужения, выработанные за столетия существования еврейского этноса в Земле Обетованной. Едва ли не самым определённым образом этот факт описывает Иосиф Флавий в своих Иудейских древностях.

Ефуд сдерживается на плечах <первосвященника> двумя сардониксами, которые оправлены в золотые ободы, устроенные в форме удобно замыкающихся браслетов. На этих камнях вырезаны еврейскими буквами имена сыновей Иакова, по шести на каждом из камней, причем имена старших помещаются на правом плече. Также на нагруднике помещаются двенадцать удивительной величины и красоты драгоценных камней, которые представляют украшение столь значительной ценности, что человек не был бы в состоянии приобрести себе таковое. Эти камни крепко вделаны в ткань четырьмя рядами по три в ряд. Каждый из камней вделан в золотую оправу, концы которой проникают в ткань, так что они не могут вывалиться. Первый ряд камней состоит из сардоникса, топаза и смарагда… <…>
…всякий раз, как Господь Бог присутствовал при богослужении, тот из драгоценных камней, которые, как я упомянул уже выше, первосвященник носил на плечах (то были сардониксы, подробное описание которых я здесь опускаю, так как считаю их всем достаточно известными), который находился на правом плече, служа там застежкою, начинал особенно сильно сверкать и издавать такой яркий свет, какой ему обыкновенно не был свойствен.— Иосиф Флавий, «Иудейские древности»

## Месторождения
В целом сардоникс не имеет своих отдельных месторождений, постоянно встречаясь в тех же местах, где обнаруживают себя более распространённые разновидности красного халцедона, прежде всего, сард и сердолик. Наиболее известные источники сардоникса находятся в Бразилии (провинции Риу-Гранди-ду-Сул, Минас-Жерайс); Уругвае, Индии и России (Урал, Забайкалье). Интересного качества сардониксы находили на Цейлоне (Ратнапура), а также в Южном Египте (Нубии) и Турции. Иногда встречаются в Нижней Силезии (Шкляры, Зомбковице-Слёнске).

## Применение

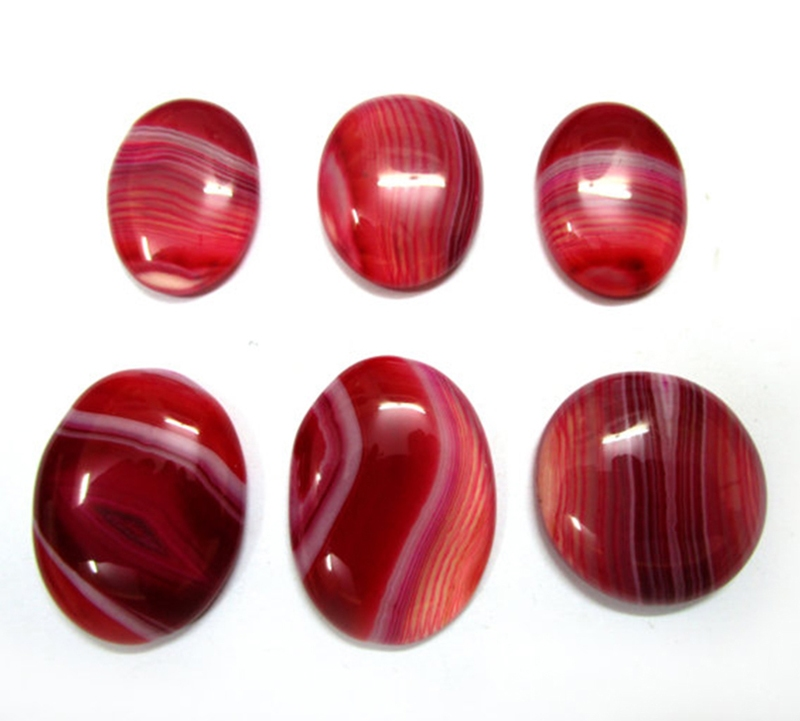
Кабошоны из сардоникса

Агатовый и сердоликовый оникс (называемый «сардоникс» или «сард») использовался людьми с доисторических времён для изготовления небольших резных художественных изделий (глиптика), а также резных цилиндрических печатей. Этот минерал регулярно обнаруживается в раскопках на территории Междуречья и известен по многочисленным артефактам Древнего Египта. Египтяне изготавливали из сардоникса талисманы и амулеты, использовавшиеся как при жизни человека, так и в захоронениях. Широко известны изделия из сардоникса в числе личных украшений царицы Клеопатры, а также её косметическая шкатулка с чёрным порошком антимония для наведения теней на брови и веки:229.

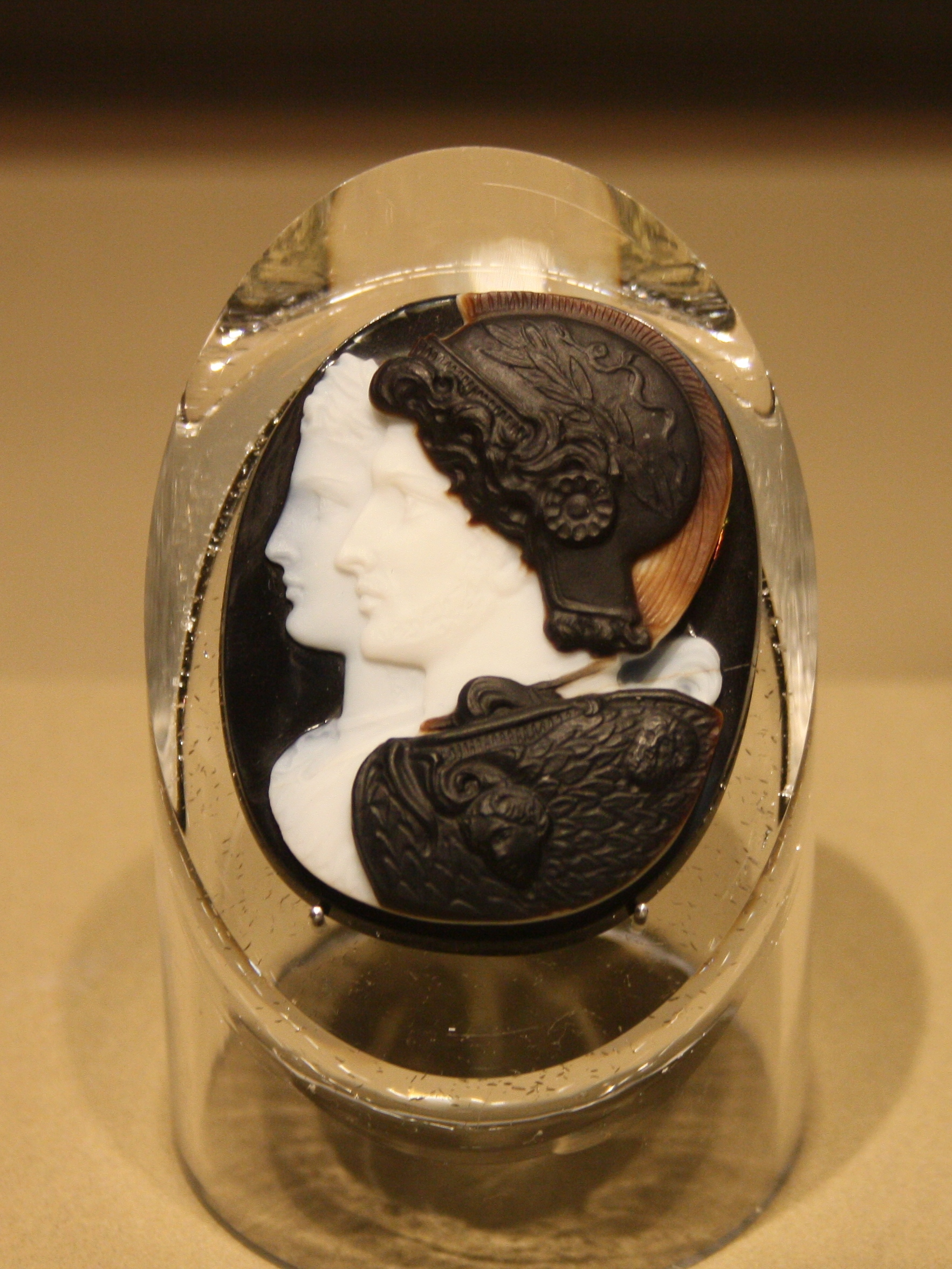
Камея Гонзага

Римляне времён Империи делали из сардоникса недорогие украшения, доступные для многих (бусы, подвески, кулоны и серьги), такое производство носило практически массовый характер. В те времена даже существовали подделки, поскольку Плиний Старший считает нужным упомянуть, что сардоникс не трудно склеить из трёх других камней так искусно (ловко), что это невозможно заметить. Однако наибольшую известность, вне всяких сомнений, имели многочисленные художественные изделия, резные камеи (геммы) из сардоникса, цветные слои которого можно эффектно использовать или обыграть для создания словно бы «многослойного» изображения: контрастного или сюжетного. Немаловажно было также и то обстоятельство, что сравнительно невысокая твёрдость сардоникса (скрытокристаллического кварца) позволяла без особых затруднений работать над его шлифовкой. В античные времена этот камень считался очень ценным и ассоциировался, в том числе, со звуковой магией, поэтому на сардониксовых геммах часто изображали музыкальные инструменты. Одним из самых известных исторических изделий из сардоникса считается «Камея Гонзага», хранящаяся в Государственном Эрмитаже:229. Она использует естественный рельеф и красочные слои этого камня, представляя собой парный портрет: на переднем плане профиль царя Птолемея, а позади словно бы из тени выступает лицо его жены Эвридики:347.

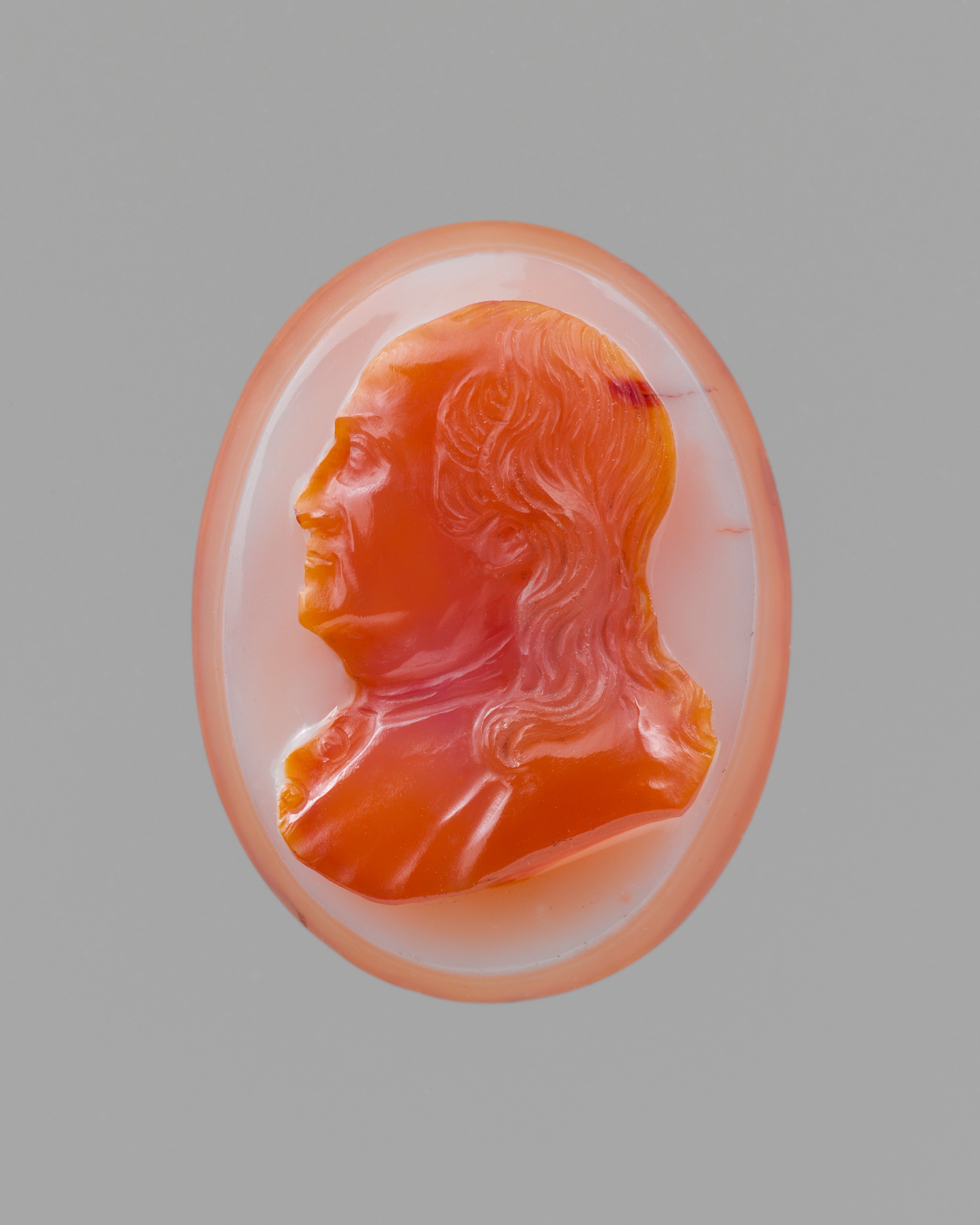
Бенджамин Франклин

В христианской мистической символике красный сардоникс означал Христа, пролившего свою кровь за людей. Множество работ, выполненных по заказу церкви, следовали именно этой символике. В тех случаях, когда разноцветные слои на сардониксах располагались в форме красивого или правильного рисунка, такие разности ценились наравне или почти наравне с сапфирами. К концу XIX века популярность, а равно и ценность сардоникса постепенно снижалась. Как пишет Михаил Пыляев в своей фундаментальной работе «Драгоценные камни, их свойства, местонахождение и употребление», в 1820-х годах «цена на сардониксы была также довольно высокая: за хорошую вставку для печати платили до 20 рублей; теперь же <спустя 50 лет> подобная вставка стоит не дороже одного рубля».:346